# Phân loại lớp Chân bụng (Bouchet & Rocroi, 2005)
Phân loại Động vật chân bụng dựa theo Philippe Bouchet và Jean-Pierre Rocroi hiện là bảng phân loại được cập nhật mới nhất trong hệ thống phân loại của về các loài động vật chân bụng. Bảng phân loại này được công bố năm 2005 trên tạp chí Malacologia; lúc công bố nó chứa tất cả các họ ốc sên còn sống, cũng như các loài hóa thạch.
Đây là hệ thống phân loại hoàn chỉnh đầu tiên sử dụng các khái niệm nhánh, và kết quả này dựa trên nghiên cứu phát sinh loài phân tử. Ngược lại, hầu hết các sơ đồ phân loại cổ hơn đối với các động vật chân bụng dựa trên đặc điểm hình thái để phân loại chúng, và sử dụng cấp phân loại như bộ, liên bộ và phân bộ, là đặc trưng của các phân loại hiện đại vẫn được duy trì theo phân loại Linnaean.

## Các nhánh chính
Thông tin trong bảng phân loại này được biểu diễn theo sơ đồ tiếnh hóa. Nó giúp dễ nhớ tuy nhiên phân loại này mang tính chất tạm thời: một số phân loại vẫn chỉ ở cấp "nhóm" hoặc "nhóm không chính thức", và chúng có thể thay đổi khi có nhiều thông tin được cập nhật.
Bản mẫu:Gastropoda taxonomy
Sơ đồ nhánh này dựa trên các thông tin sau:
- Vị trí phân loại chưa chắc chắn của nhuyễn thể Paleozoi
- Nhánh Patellogastropoda
- Nhánh Vetigastropoda
- Nhánh Cocculiniformia
- Nhánh Neritimorpha
  - Vị trí phân loại chưa chắc chắn của Neritimorpha Paleozoi
  - Nhánh †Cyrtoneritimorpha
  - Nhánh Cycloneritimorpha
- Nhánh Caenogastropoda
  - Vị trí phân loại không chắc chắn của Caenogastropoda
  - Nhóm không chính thức Architaenioglossa
  - Nhánh Sorbeoconcha
  - Nhánh Hypsogastropoda
    - Nhánh Littorinimorpha
    - Nhóm không chính thức Ptenoglossa
    - Nhánh Neogastropoda
- Nhánh Heterobranchia
  - Nhóm không chính thức Lower Heterobranchia
  - Nhóm không chính thức Opisthobranchia
    - Nhánh Cephalaspidea
    - Nhánh Thecosomata
    - Nhánh Gymnosomata
    - Nhánh Aplysiomorpha
    - Group Acochlidiacea
    - Nhánh Sacoglossa
    - Group Cylindrobullida
    - Nhánh Umbraculida
    - Nhánh Nudipleura
      - Nhánh Pleurobranchomorpha
      - Nhánh Nudibranchia
        - Nhánh Euctenidiacea
        - Nhánh Dexiarchia
          - Nhánh Pseudoeuctenidiacea
          - Nhánh Cladobranchia
            - Nhánh Euarminida
            - Nhánh Dendronotida
            - Nhánh Aeolidida

  - Nhóm không chính thức Pulmonata
    - Nhóm không chính thức Basommatophora
    - Nhánh Eupulmonata
      - Nhánh Systellommatophora
      - Nhánh Stylommatophora
        - Nhánh Elasmognatha
        - Nhánh Orthurethra
        - Nhóm không chính thức Sigmurethra

## Phân loại
Dưới đây là danh sách phân loại chi tiết đến cấp liên họ và họ. Các tên nhánh không được canh thẳng dòng nhưng thứ bậc của chúng được thể hiện thông qua kích thước font chữ.

### Vị trí phân loại không chắc chắn của nhuyễn thểPaleozoi
(chỉ có ở dạng hóa thạch)

#### Vị trí không chắc chắn (Gastropoda hoặcMonoplacophora)
- Chưa xếp liên họ
  - † Khairkhaniidae
  - † Ladamarekiidae
  - † Metoptomatidae
  - † Patelliconidae
  - † Protoconchoididae
- Archinacelloidea
  - † Archinacellidae
  - † Archaeopragidae
- Pelagielloidea
  - † Pelagiellidae
  - † Aldanellidae
- Scenelloidea
  - † Scenellidae
  - † Coreospiridae
  - † Igarkiellidae
- Yochelcionelloidea
  - † Yochelcionellidae
  - † Stenothecidae
  - † Trenellidae

#### Vị trí không chắc chắn của nhóm vỏ cuộn đẳng hướng (Gastropoda hoặc Monoplacophora)
- Bellerophontoidea
  - † Bellerophontidae
  - † Bucanellidae
  - † Bucaniidae
  - † Euphemitidae
  - † Pterothecidae
  - † Sinuitidae
  - † Tremanotidae
  - † Tropidodiscidae

#### Vị trí không chắc chắn của nhóm vỏ cuộn không đẳng hướng (Gastropoda?)
- Euomphaloidea
  - † Euomphalidae
  - † Helicotomidae
  - † Lesueurillidae
  - † Omphalocirridae
  - † Omphalotrochidae
- Macluritoidea
  - † Macluritidae

### Phân loại cơ bản của Gastropoda
(chỉ quan sát được ở dạng hóa thạch)
- Chưa xếp liên họ
  - † Anomphalidae
  - † Codonocheilidae
  - † Crassimarginatidae
  - † Holopeidae
  - † Isospiridae
  - † Opisthonematidae
  - † Paraturbinidae
  - † Planitrochidae
  - † Pragoserpulinidae
  - † Pseudophoridae
  - † Raphistomatidae
  - † Rhytidopilidae
  - † Scoliostomatidae
  - † Sinuopeidae
- Clisospiroidea
  - † Clisospiridae
  - † Onychochilidae
- Loxonematoidea
  - † Loxonematidae
  - † Palaeozygopleuridae
- Ophiletoidea
  - † Ophiletidae
- Straparollinoidea
  - † Straparollinidae
- Trochonematoidea
  - † Trochonematidae
  - † Lophospiridae

### NhánhPatellogastropoda
- Liên họ Patelloidea
  - Họ Patellidae
- Liên họ Nacelloidea
  - Họ Nacellidae
- Liên họ Lottioidea
  - Họ Lottiidae
  - Họ Acmaeidae
  - Họ Lepetidae
- Liên họ Neolepetopsoidea
  - Họ Neolepetopsidae
  - † Họ Daminilidae
  - † Họ Lepetopsidae

### NhánhVetigastropoda
- Không xếp vào liên họ:
  - Họ Ataphridae
  - Họ Pendromidae
  - † Họ Schizogoniidae
- Liên họ †Amberleyoidea
  - † Họ Amberleyidae
  - † Họ Nododelphinulidae
- Liên họ †Eotomarioidea
  - † Họ Eotomariidae
  - † Họ Gosseletinidae
  - † Họ Luciellidae
  - † Họ Phanerotrematidae
- Liên họ Fissurelloidea
  - Họ Fissurellidae
- Liên họ Haliotoidea
  - Họ Haliotidae
  - † Họ Temnotropidae
- Liên họ Lepetelloidea
  - Họ Lepetellidae
  - Họ Addisoniidae
  - Họ Bathyphytophilidae
  - Họ Caymanabyssiidae
  - Họ Cocculinellidae
  - Họ Osteopeltidae
  - Họ Pseudococculinidae
  - Họ Pyropeltidae
- Liên họ Lepetodriloidea
  - Họ Lepetodrilidae
  - Họ Clypeosectidae
  - Họ Sutilizonidae
- Liên họ †Murchisonioidea
  - † Họ Murchisoniidae
  - † Họ Cheeneetnukiidae
  - † Họ Hormotomidae
- Liên họ Neomphaloidea
  - Họ Neomphalidae
  - Họ Melanodrymiidae
  - Họ Peltospiridae
- Liên họ Pleurotomarioidea
  - Họ Pleurotomariidae
  - † Họ Catantostomatidae
  - † Họ Kittlidiscidae
  - † Họ Phymatopleuridae
  - † Họ Polytremariidae
  - † Họ Portlockiellidae
  - † Họ Rhaphischismatidae
  - † Họ Trochotomidae
  - † Họ Zygitidae
- Liên họ †Porcellioidea
  - † Họ Porcelliidae
  - † Họ Cirridae
  - † Họ Discohelicidae
  - † Họ Pavlodiscidae
- Liên họ Scissurelloidea
  - Họ Scissurellidae
  - Họ Anatomidae
- Liên họ Seguenzioidea
  - Họ Seguenziidae
  - Họ Chilodontidae
  - † Họ Eucyclidae
  - † Họ Laubellidae
- Liên họ Trochoidea
  - Họ Trochidae
  - Họ Calliostomatidae
  - † Họ Elasmonematidae
  - † Họ Eucochlidae
  - † Họ Microdomatidae
  - † Họ Proconulidae
  - Họ Solariellidae
  - † Họ Tychobraheidae
  - † Họ Velainellidae
- Liên họ Turbinoidea
  - Họ Turbinidae
  - Họ Liotiidae
  - Họ Phasianellidae

### NhánhCocculiniformia
- Liên họ Cocculinoidea
  - Họ Cocculinidae
  - Họ Bathysciadiidae

### NhánhNeritimorpha(= Neritopsina)
Chứa các vị trí không chắc chắn của Palaeozoic Neritomorpha và các nhánh Cyrtoneritimorpha và Cycloneritimorpha
- Chưa xếp vào liên họ
  - † Họ Craspedostomatidae
  - † Họ Pragoscutulidae
- Liên họ Nerrhenoidea
  - † Họ Nerrhenidae
- Liên họ Oriostomatoidea
  - † Họ Oriostomatidae
  - † Họ Tubinidae
- Liên họ Palaeotrochoidea
  - † Họ Palaeotrochidae
- Liên họ Platyceratoidea
  - † Họ Platyceratidae

#### NhánhCyrtoneritimorpha
- - † Họ Orthonychiidae
  - † Họ Vltaviellidae

#### NhánhCycloneritimorpha
- Liên họ Helicinoidea
  - Họ Helicinidae
  - † Họ Dawsonellidae
  - † Họ Deaniridae
  - Họ Neritiliidae
  - Họ Proserpinellidae
  - Họ Proserpinidae
- Liên họ Hydrocenoidea
  - Họ Hydrocenidae
- Liên họ Neritoidea
  - Họ Neritidae
  - Họ Phenacolepadidae
  - † Họ Pileolidae
- Liên họ Neritopsoidea
  - Họ Neritopsidae
  - † Họ Cortinellidae
  - † Họ Delphinulopsidae
  - † Họ Plagiothyridae
  - † Họ Pseudorthonychiidae
  - Họ Titiscaniidae
- Liên họ Symmetrocapuloidea
  - † Họ Symmetrocapulidae

### NhánhCaenogastropoda
Chứa vị trí phân loại không chắc chắn của Caenogastropoda, nhóm không chính thức Architaenioglossa và các nhánh Sorbeoconcha và Hypsogastropoda
- Vị trí phân loại không chắc chắn của Caenogastropoda
  - † Họ Plicatusidae
  - † Họ Spanionematidae
  - † Họ Spirostylidae
- Liên họ Acteoninoidea
  - † Họ Acteoninidae
  - † Họ Anozygidae
  - † Họ Soleniscidae
- Liên họ Dendropupoidea
  - † Họ Dendropupidae
  - † Họ Anthracopupidae
- Liên họ Paleostyloidea
  - † Họ Palaeostylidae
  - † Họ Goniasmatidae
  - † Họ Pithodeidae
- Liên họ Peruneloidea
  - † Họ Perunelidae
  - † Họ Chuchlinidae
  - † Họ Imoglobidae
  - † Họ Sphaerodomidae
- Liên họ Pseudomelanioidea
  - † Họ Pseudomelaniidae
  - † Họ Trajanellidae
- Liên họ Subulitoidea
  - † Họ Subulitidae
  - † Họ Ischnoptygmatidae
- Cấp tiến hóa của nhóm Zygopleuroid
  - † Họ Zygopleuridae
  - Họ Abyssochrysidae
  - † Họ Polygyrinidae
  - † Họ Protoculidae
  - Họ Provannidae
  - † Họ Pseudozygopleuridae

### Nhóm không chính thứcArchitaenioglossa
- Liên họ Ampullarioidea
  - Họ Ampullariidae
  - † Họ Naricopsinidae
- Liên họ Cyclophoroidea
  - Họ Cyclophoridae
  - Họ Aciculidae
  - Họ Craspedopomatidae
  - Họ Diplommatinidae
  - † Họ Ferussinidae
  - Họ Maizaniidae
  - Họ Megalomastomatidae
  - Họ Neocyclotidae
  - Họ Pupinidae
- Liên họ Viviparoidea
  - Họ Viviparidae
  - † Họ Pliopholygidae

### NhánhSorbeoconcha
- Chưa xếp vào liên họ
  - † Họ Acanthonematidae
  - † Họ Canterburyellidae
  - † Họ Prisciphoridae
- Liên họ Cerithioidea
  - Họ Cerithiidae
  - Họ Batillariidae
  - † Họ Brachytrematidae
  - † Họ Cassiopidae
  - Họ Dialidae
  - Họ Diastomatidae
  - † Họ Eustomatidae
  - † Họ Ladinulidae
  - † Họ Lanascalidae
  - Họ Litiopidae
  - † Họ Maoraxidae
  - Họ Melanopsidae
  - † Họ Metacerithiidae
  - Họ Modulidae
  - Họ Pachychilidae
  - Họ Paludomidae
  - Họ Planaxidae
  - Họ Pleuroceridae
  - † Họ Popenellidae
  - Họ Potamididae
  - † Họ Procerithiidae - Nếu chi Argyropeza được xếp vào họ Procerithiidae, thì họ này không là họ đã tuyệt chủng.
  - † Họ Prostyliferidae
  - † Họ Propupaspiridae
  - Họ Scaliolidae
  - Họ Siliquariidae
  - † Họ Terebrellidae - không phải tên đúng
  - Họ Thiaridae
  - Họ Turritellidae
- Liên họ Campaniloidea
  - Họ Campanilidae
  - Họ Ampullinidae
  - Họ Plesiotrochidae
  - † Họ Trypanaxidae

### NhánhHypsogastropoda
Bao gồm các nhánh Littorinimorpha, Neogastropoda và nhóm không chính thức Ptenoglossa.
- Not allocated to a siêu họ
  - † Họ Coelostylinidae
  - † Họ Maturifusidae
  - † Họ Pommerozygiidae
  - † Họ Settsassiidae

#### NhánhLittorinimorpha
- Liên họ Calyptraeoidea
  - Họ Calyptraeidae
- Liên họ Capuloidea
  - Họ Capulidae
- Liên họ Cingulopsoidea
  - Họ Cingulopsidae
  - Họ Eatoniellidae
  - Họ Rastodentidae
- Superfamliy Cypraeoidea
  - Họ Cypraeidae
  - Họ Ovulidae
- Liên họ Ficoidea
  - Họ Ficidae
- Liên họ Littorinoidea
  - Họ Littorinidae
  - † Họ Bohaispiridae
  - Họ Pickworthiidae
  - Họ Pomatiidae
  - † Họ Purpurinidae
  - Họ Skeneopsidae
  - † Họ Tripartellidae
  - Họ Zerotulidae
- Liên họ Naticoidea
  - Họ Naticidae
- Liên họ Pterotracheoidea
  - Họ Pterotracheidae
  - Họ Atlantidae
  - † Họ Bellerophinidae
  - Họ Carinariidae
- Liên họ Rissooidea
  - Họ Rissoidae
  - Họ Amnicolidae
  - Họ Anabathridae
  - Họ Assimineidae
  - Họ Barleeiidae
  - Họ Bithyniidae
  - Họ Caecidae
  - Họ Calopiidae
  - Họ Cochliopidae
  - Họ Elachisinidae
  - Họ Emblandidae
  - Họ Epigridae
  - Họ Falsicingulidae
  - Họ Helicostoidae
  - Họ Hydrobiidae
  - Họ Hydrococcidae
  - Họ Iravadiidae
  - Họ Lithoglyphidae
  - † Họ Mesocochliopidae
  - Họ Moitessieriidae
  - † Họ Palaeorissoinidae
  - Họ Pomatiopsidae
  - Họ Stenothyridae
  - Họ Tornidae
  - Họ Truncatellidae
- Liên họ Stromboidea
  - Họ Strombidae
  - Họ Aporrhaidae
  - † Họ Colombellinidae
  - † Họ Pugnellidae
  - Họ Seraphsidae
  - Họ Struthiolariidae
  - † Họ Thersiteidae
  - † Họ Tylostomatidae
- Liên họ Tonnoidea
  - Họ Tonnidae
  - Họ Bursidae
  - Họ Laubierinidae
  - Họ Personidae
  - Họ Pisanianuridae
  - Họ Ranellidae
- Liên họ Vanikoroidea
  - Họ Vanikoridae
  - Họ Haloceratidae
  - Họ Hipponicidae
  - † Họ Omalaxidae
- Liên họ Velutinoidea
  - Họ Velutinidae
  - Họ Triviidae
- Liên họ Vermetoidea
  - Họ Vermetidae
- Liên họ Xenophoroidea
  - Họ Xenophoridae
  - † Họ Lamelliphoridae

#### Nhóm không chính thứcPtenoglossa
- Liên họ Epitonioidea
  - Họ Epitoniidae
  - Họ Janthinidae
  - Họ Nystiellidae
- Liên họ Eulimoidea
  - Họ Eulimidae
  - Họ Aclididae
- Liên họ Triphoroidea
  - Họ Triphoridae
  - Họ Cerithiopsidae
  - Họ Newtoniellidae

#### NhánhNeogastropoda
- Unassigned to a siêu họ
  - † Họ Johnwyattiidae
  - † Họ Perissityidae
  - † Họ Sarganidae
  - † Họ Speightiidae
  - † Họ Taiomidae
  - † Họ Weeksiidae
- Liên họ Buccinoidea
  - Họ Buccinidae
  - Họ Colubrariidae
  - Họ Columbellidae
  - Họ Fasciolariidae
  - Họ Nassariidae
  - Họ Melongenidae
- Liên họ Muricoidea
  - Họ Muricidae
  - Họ Babyloniidae
  - Họ Costellariidae
  - Họ Cystiscidae
  - Họ Harpidae
  - Họ Marginellidae
  - Họ Mitridae
  - † Họ Pholidotomidae
  - Họ Pleioptygmatidae
  - Họ Strepsiduridae
  - Họ Turbinellidae
  - Họ Volutidae
  - Họ Volutomitridae
- Liên họ Olivoidea
  - Họ Olividae
  - Họ Olivellidae
- Liên họ Pseudolivoidea
  - Họ Pseudolividae
  - Họ Ptychatractidae
- Liên họ Conoidea
  - Họ Conidae
  - Họ Clavatulidae
  - Họ Drilliidae
  - Họ Pseudomelatomidae
  - Họ Strictispiridae
  - Họ Terebridae
  - Họ Turridae
- Liên họ Cancellarioidea
  - Họ Cancellariidae

### NhánhHeterobranchia
Bao gồm các nhóm không chính thức Heterobranchia, Opisthobranchia và Pulmonata

### Nhóm không chính thức "Lower Heterobranchia" (=Allogastropoda)
- Chưa xếp vào liên họ
  - Họ Cimidae
  - † Họ Dolomitellidae
  - † Họ Heterosubulitidae
  - † Họ Kuskokwimiidae
  - † Họ Misurinellidae
  - Họ Orbitestellidae
  - Họ Tjaernoeiidae
  - Họ Xylodisculidae
- Liên họ Acteonoidea
  - Họ Acteonidae
  - † Họ Acteonellidae
  - Họ Aplustridae
  - Họ Bullinidae
  - † Họ Zardinellidae
- Liên họ Architectonicoidea
  - Họ Architectonicidae
  - † Họ Amphitomariidae
  - † Họ Cassianaxidae
- Liên họ Glacidorboidea
  - Họ Glacidorbidae
- Liên họ Mathildoidea
  - Họ Mathildidae
  - † Họ Ampezzanildidae
  - † Họ Anoptychiidae
  - † Họ Gordenellidae
  - † Họ Tofanellidae
  - † Họ Trachoecidae
- Liên họ Nerineoidea
  - † Họ Nerineidae
  - † Họ Ceritellidae
  - † Họ Nerinellidae
- Liên họ Omalogyroidea
  - Họ Omalogyridae
  - † Họ Studraxidae
- Liên họ Pyramidelloidea
  - Họ Pyramidellidae
  - Họ Amathinidae
  - † Họ Heteroneritidae
  - Họ Murchisonellidae
- Liên họ Ringiculoidea
  - Họ Ringiculidae
- Liên họ Rissoelloidea
  - Họ Rissoellidae
- Liên họ Streptacidoidea
  - † Họ Streptacididae
  - † Họ Cassianebalidae
- Liên họ Valvatoidea
  - Họ Valvatidae
  - Họ Cornirostridae
  - Họ Hyalogyrinidae
  - † Họ Provalvatidae

### Nhóm không chính thứcOpisthobranchia
Bao gồm các nhánh Cephalaspidea, Thecosomata, Gymnosomata, Aplysiomorpha, Sacoglossa, Umbraculida, Nudipleura và các nhóm Acochlidiacea và Cylindrobullida.

### NhánhCephalaspidea
- Liên họ Bulloidea
  - Họ Bullidae
- Liên họ Diaphanoidea
  - Họ Diaphanidae
  - Họ Notodiaphanidae
- Liên họ Haminoeoidea
  - Họ Haminoeidae
  - Họ Bullactidae
  - Họ Smaragdinellidae
- Liên họ Philinoidea
  - Họ Philinidae
  - Họ Aglajidae
  - Họ Cylichnidae
  - Họ Gastropteridae
  - Họ Philinoglossidae
  - Họ Plusculidae
  - Họ Retusidae
- Liên họ Runcinoidea
  - Họ Runcinidae
  - Họ Ilbiidae

### NhánhThecosomata
- Liên họ Cavolinioidea
  - Họ Cavoliniidae
  - Họ Limacinidae
  - † Họ Sphaerocinidae
- Liên họ Cymbulioidea
  - Họ Cymbuliidae
  - Họ Desmopteridae
  - Họ Peraclidae

### NhánhGymnosomata
- Liên họ Clionoidea
  - Họ Clionidae
  - Họ Cliopsidae
  - Họ Notobranchaeidae
  - Họ Pneumodermatidae
- Liên họ Hydromyloidea
  - Họ Hydromylidae
  - Họ Laginiopsidae

### NhánhAplysiomorpha(=Anaspidea)
- Liên họ Aplysioidea
  - Họ Aplysiidae
- Liên họ Akeroidea
  - Họ Akeridae

### GroupAcochlidiacea
- Liên họ Acochlidioidea
  - Họ Acochlidiidae
- Liên họ Hedylopsoidea
  - Họ Hedylopsidae
  - Họ Ganitidae
  - Họ Livorniellidae
  - Họ Minicheviellidae
  - Họ Parhedylidae
  - Họ Tantulidae
- Liên họ Palliohedyloidea
  - Họ Palliohedylidae
- Liên họ Strubellioidea
  - Họ Strubelliidae
  - Họ Pseudunelidae

### NhánhSacoglossa

#### Phân nhánhOxynoacea
- Liên họ Oxynooidea
  - Họ Oxynoidae
  - Họ Juliidae
  - Họ Volvatellidae

#### Phân nhánhPlacobranchacea
- Liên họ Placobranchoidea
  - Họ Placobranchidae
  - Họ Boselliidae
  - Họ Platyhedylidae
- Liên họ Limapontioidea
  - Họ Limapontiidae
  - Họ Caliphyllidae
  - Họ Hermaeidae

### NhómCylindrobullida
- Liên họ Cylindrobulloidea
  - Họ Cylindrobullidae

### NhánhUmbraculida
- Liên họ Umbraculoidea
  - Họ Umbraculidae
  - Họ Tylodinidae

### NhánhNudipleura

#### Phân nhánhPleurobranchomorpha
- Liên họ Pleurobranchoidea
  - Họ Pleurobranchidae

#### Phân nhánhNudibranchia
Bao gồm các nhánh Euctinidiacea và Dexiarchia
- Chưa xếp liên họ
  - Họ Rhodopidae

##### NhánhEuctenidiacea(=Holohepatica)
Bao gồm các phân nhánh Gnathodoridacea và Doridacea

##### Phân nhánhGnathodoridacea
- Liên họ Bathydoridoidea
  - Họ Bathydorididae

##### Phân nhánhDoridacea
- Liên họ Doridoidea
  - Họ Dorididae
  - Họ Actinocyclidae
  - Họ Chromodorididae
  - Họ Discodorididae
- Liên họ Phyllidioidea
  - Họ Phyllidiidae
  - Họ Dendrodorididae
  - Họ Mandeliidae
- Liên họ Onchidoridoidea
  - Họ Onchidorididae
  - Họ Corambidae
  - Họ Goniodorididae
- Liên họ Polyceroidea (= Phanerobranchiata Non Suctoria)
  - Họ Polyceridae
  - Họ Aegiretidae - Aegiretidae is incorrect subsequent spelling of this family in Bouchet & Rocroi (2005). Correct is Aegiridae.
  - Họ Gymnodorididae
  - Họ Hexabranchidae
  - Họ Okadaiidae

##### NhánhDexiarchia(=Actenidiacea)
Bao gồm các nhánh Pseudoeuctenidiacea và Cladobranchia

##### NhánhPseudoeuctenidiacea(= Doridoxida)
- Liên họ Doridoxoidea
  - Họ Doridoxidae

##### NhánhCladobranchia(= Cladohepatica)
Bao gồm các phân nhánh Euarminida, Dendronotida và Aeolidida
- Chưa xếp liên họ
  - Họ Charcotiidae
  - Họ Dironidae
  - Họ Dotidae
  - Họ Embletoniidae
  - Họ Goniaeolididae
  - Họ Heroidae
  - Họ Madrellidae
  - Họ Pinufiidae
  - Họ Proctonotidae

##### Phân nhánhEuarminida
- Liên họ Arminoidea
  - Họ Arminidae
  - Họ Doridomorphidae

##### Phân nhánhDendronotida
- Liên họ Tritonioidea
  - Họ Tritoniidae
  - Họ Aranucidae
  - Họ Bornellidae
  - Họ Dendronotidae
  - Họ Hancockiidae
  - Họ Lomanotidae
  - Họ Phylliroidae
  - Họ Scyllaeidae
  - Họ Tethydidae

##### Phân nhánhAeolidida
- Liên họ Flabellinoidea (= Pleuroprocta)
  - Họ Flabellinidae
  - Họ Notaeolidiidae
- Liên họ Fionoidea
  - Họ Fionidae
  - Họ Calmidae
  - Họ Eubranchidae
  - Họ Pseudovermidae
  - Họ Tergipedidae
- Liên họ Aeolidioidea
  - Họ Aeolidiidae
  - Họ Facelinidae
  - Họ Glaucidae
  - Họ Piseinotecidae

### Các nhóm không chính thứcPulmonata
Bao gồm các nhóm không chính thức Basommatophora và nhánh Eupulmonata

#### Nhóm không chính thứcBasommatophora
Bao gồm nhánh Hygrophila
- Liên họ Amphiboloidea
  - Họ Amphibolidae
- Liên họ Siphonarioidea
  - Họ Siphonariidae
  - † Họ Acroreiidae

##### NhánhHygrophila
- Liên họ Chilinoidea
  - Họ Chilinidae
  - Họ Latiidae
- Liên họ Acroloxoidea
  - Họ Acroloxidae
- Liên họ Lymnaeoidea
  - Họ Lymnaeidae
- Liên họ Planorboidea
  - Họ Planorbidae
  - Họ Physidae

#### NhánhEupulmonata
Bao gồm các nhánh Systellommatophora và Stylommatophora
- Liên họ Trimusculoidea
  - Họ Trimusculidae
- Liên họ Otinoidea
  - Họ Otinidae
  - Họ Smeagolidae
- Liên họ Ellobioidea
  - Họ Ellobiidae

##### NhánhSystellommatophora(=Gymnomorpha)
- Liên họ Onchidioidea
  - Họ Onchidiidae
- Liên họ Veronicelloidea
  - Họ Veronicellidae
  - Họ Rathouisiidae

##### NhánhStylommatophora
Contains the subclades Elasmognatha, Orthurethra and the informal group Sigmurethra

##### Phân nhánhElasmognatha
- Liên họ Succineoidea
  - Họ Succineidae
- Liên họ Athoracophoroidea
  - Họ Athoracophoridae

##### Phân nhánhOrthurethra
- Liên họ Partuloidea
  - Họ Partulidae
  - Họ Draparnaudiidae
- Liên họ Achatinelloidea
  - Họ Achatinellidae
- Liên họ Cochlicopoidea
  - Họ Cochlicopidae
  - Họ Amastridae
- Liên họ Pupilloidea
  - Họ Pupillidae
  - Họ Argnidae
  - Họ Chondrinidae
  - † Họ Cylindrellinidae
  - Họ Lauriidae
  - Họ Orculidae
  - Họ Pleurodiscidae
  - Họ Pyramidulidae
  - Họ Spelaeoconchidae
  - Họ Spelaeodiscidae
  - Họ Strobilopsidae
  - Họ Valloniidae
  - Họ Vertiginidae
- Liên họ Enoidea
  - Họ Enidae
  - Họ Cerastidae

##### Nhóm không chính thứcSigmurethra
- Liên họ Clausilioidea
  - Họ Clausiliidae
  - † Họ Anadromidae
  - † Họ Filholiidae
  - † Họ Palaeostoidae
- Liên họ Orthalicoidea
  - Họ Orthalicidae
  - Họ Cerionidae
  - Họ Coelociontidae
  - † Họ Grangerellidae
  - Họ Megaspiridae
  - Họ Placostylidae
  - Họ Urocoptidae
- Liên họ Achatinoidea
  - Họ Achatinidae
  - Họ Ferussaciidae
  - Họ Micractaeonidae
  - Họ Subulinidae
- Liên họ Aillyoidea
  - Họ Aillyidae
- Liên họ Testacelloidea
  - Họ Testacellidae
  - Họ Oleacinidae
  - Họ Spiraxidae
- Liên họ Papillodermatoidea
  - Họ Papillodermatidae
- Liên họ Streptaxoidea
  - Họ Streptaxidae
- Liên họ Rhytidoidea
  - Họ Rhytididae
  - Họ Chlamydephoridae
  - Họ Haplotrematidae
  - Họ Scolodontidae
- Liên họ Acavoidea
  - Họ Acavidae
  - Họ Caryodidae
  - Họ Dorcasiidae
  - Họ Macrocyclidae
  - Họ Megomphicidae
  - Họ Strophocheilidae
- Liên họ Plectopyloidea
  - Họ Plectopylidae
  - Họ Corillidae
  - Họ Sculptariidae
- Liên họ Punctoidea
  - Họ Punctidae
  - † Họ Anastomopsidae
  - Họ Charopidae
  - Họ Cystopeltidae
  - Họ Discidae
  - Họ Endodontidae
  - Họ Helicodiscidae
  - Họ Oreohelicidae
  - Họ Thyrophorellidae
- Liên họ Sagdoidea
  - Họ Sagdidae

##### limacoid clade
- Liên họ Staffordioidea
  - Họ Staffordiidae
- Liên họ Dyakioidea
  - Họ Dyakiidae
- Liên họ Gastrodontoidea
  - Họ Gastrodontidae
  - Họ Chronidae
  - Họ Euconulidae
  - Họ Oxychilidae
  - Họ Pristilomatidae
  - Họ Trochomorphidae
  - Phân loại theo hóa thạch có thể thuộc liên họ Gastrodontoidea:
    - Subfamily † Archaeozonitinae
    - Subfamily † Grandipatulinae
    - Subfamily † Palaeoxestininae
- Liên họ Parmacelloidea
  - Họ Parmacellidae
  - Họ Milacidae
  - Họ Trigonochlamydidae
- Liên họ Zonitoidea
  - Họ Zonitidae
- Liên họ Helicarionoidea
  - Họ Helicarionidae
  - Họ Ariophantidae
  - Họ Urocyclidae
- Liên họ Limacoidea
  - Họ Limacidae
  - Họ Agriolimacidae
  - Họ Boettgerillidae
  - Họ Vitrinidae

##### Nhóm không chính thức Sigmurethra (tt.)
Hai liên họ khác là một phần của nhánh Sigmurethra, nhưng chúng không thuộc nhánh limacoid:
- Liên họ Arionoidea
  - Họ Arionidae
  - Họ Anadenidae
  - Họ Ariolimacidae
  - Họ Binneyidae
  - Họ Oopeltidae
  - Họ Philomycidae
- Liên họ Helicoidea
  - Họ Helicidae
  - Họ Bradybaenidae
  - Họ Camaenidae
  - Họ Cepolidae
  - Họ Cochlicellidae
  - Họ Elonidae
  - Họ Epiphragmophoridae
  - Họ Halolimnohelicidae
  - Họ Helicodontidae
  - Họ Helminthoglyptidae
  - Họ Humboldtianidae
  - Họ Hygromiidae
  - Họ Monadeniidae
  - Họ Pleurodontidae
  - Họ Polygyridae
  - Họ Sphincterochilidae
  - Họ Thysanophoridae
  - Họ Trissexodontidae
  - Họ Xanthonychidae

## Hình ảnh

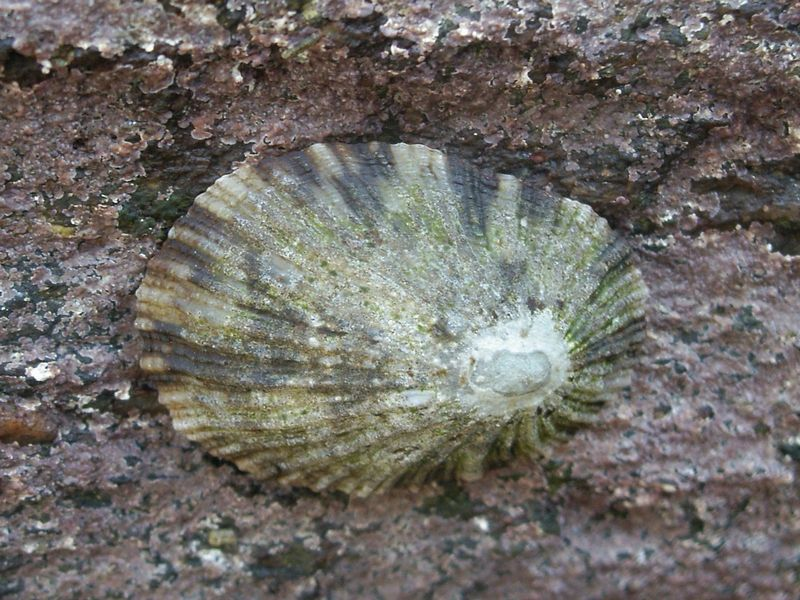
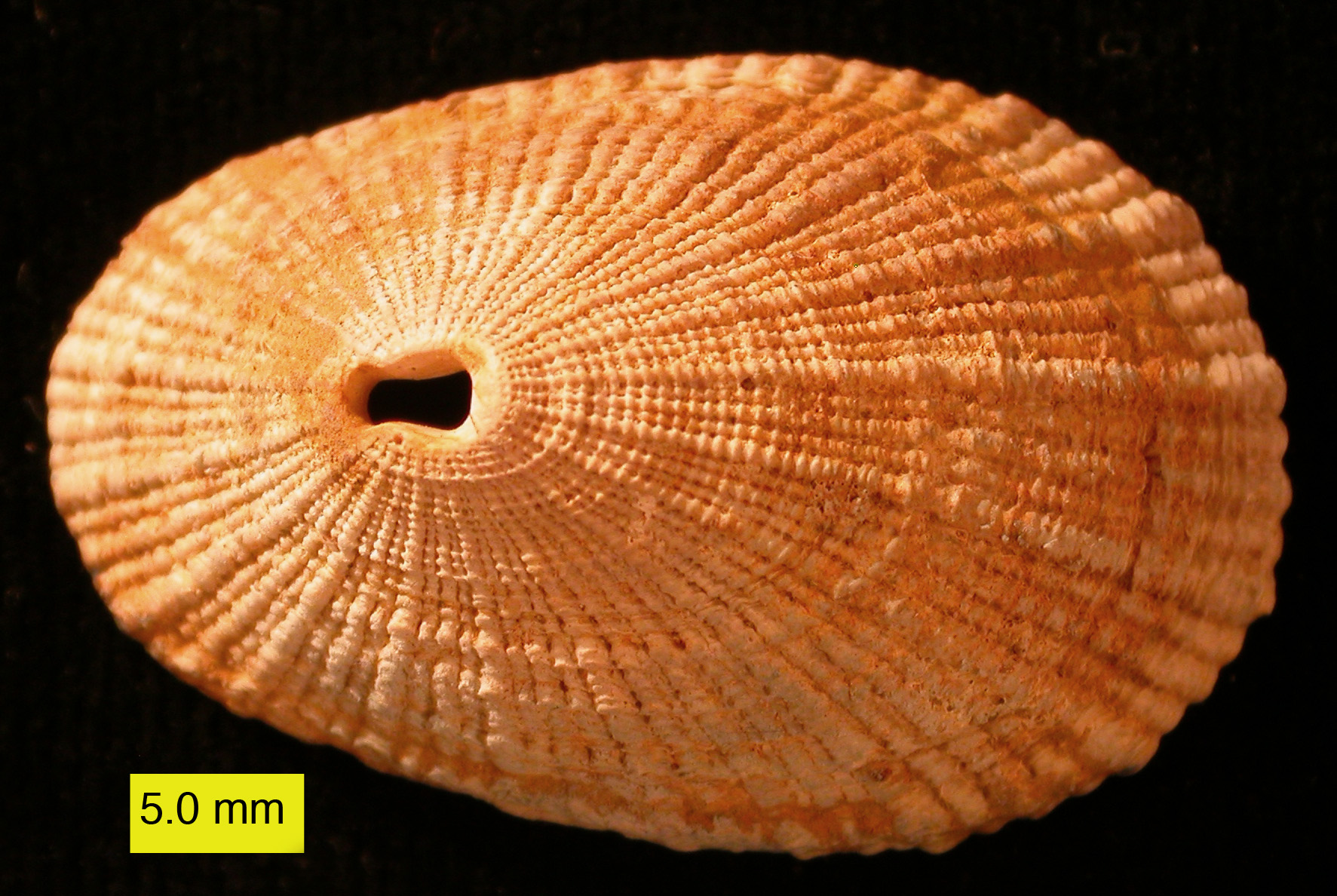
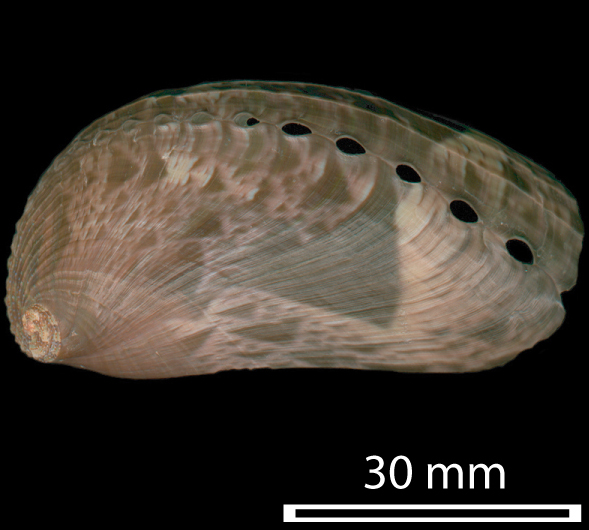
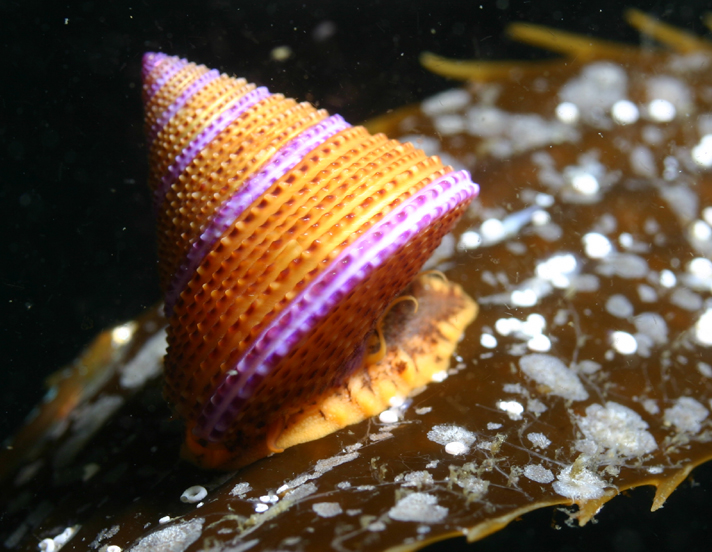